# Liste der Wappen in der Provinz Vibo Valentia
Die Liste der Wappen in der Provinz Vibo Valentia beinhaltet alle in der Wikipedia gelisteten Wappen der Provinz Vibo Valentia in Italien. In dieser Liste werden die Wappen mit dem Gemeindelink angezeigt.

## Wappen der Provinz Vibo Valentia

Provinz Vibo Valentia
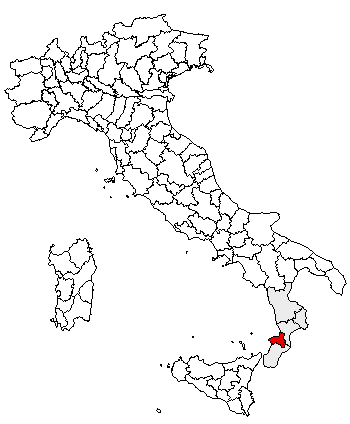
Lage in Italien

## Wappen der Gemeinden der Provinz Vibo Valentia

Acquaro
Arena
Briatico
Brognaturo
Capistrano
Cessaniti
Dasà
Dinami
Drapia
Fabrizia
Filadelfia
Filandari
Filogaso
Francavilla Angitola
Francica
Gerocarne
Jonadi
Joppolo
Limbadi
Maierato
Mileto
Mongiana
Monterosso Calabro
Nardodipace
Nicotera
Parghelia
Pizzo
Pizzoni
Polia
Ricadi
Rombiolo
San Calogero
San Costantino Calabro
San Gregorio d’Ippona
San Nicola da Crissa
Sant’Onofrio
Serra San Bruno
Simbario
Sorianello
Soriano Calabro
Spadola
Spilinga
Stefanaconi
Tropea
Vallelonga
Vazzano
Vibo Valentia
Zaccanopoli
Zambrone
Zungri